# Gajniče
Gajniče este o localitate din comuna Grosuplje, Slovenia, cu o populație de 36 de locuitori.